# Oleksandr Pichaljonok
Oleksandr Oleksandrowytsch Pichaljonok (ukrainisch Олександр Олександрович Піхальонок; * 7. Mai 1997 in Donezk) ist ein ukrainischer Fußballspieler.

## Karriere

### Verein
Er spielte in seiner Jugend in den U-Mannschaften von Schachtar Donezk und ging hier zur Saison 2015/16 in deren zweite Mannschaft über. Am letzten Spieltag der Saison 2016/17 im Mai 2017 kam er dann auch erstmals für die erste Mannschaft in der Liga zum Einsatz. Von Februar 2018 bis zum Ende der Spielzeit 2018/19 wurde er dann an den FK Mariupol verliehen. Dort sammelte er seine Einsätze, kam nach seiner Rückkehr zu Schachtar aber auch nicht oft zum Einsatz. Per erneuter Leihe ging es dann im Oktober 2020 zum SK Dnipro-1, wo er nun bis zum Saisonende 2020/21 verblieb und anschließend auch fest hin wechselte. Mit Schachtar sammelte er in seiner Zeit hier aber zumindest drei Meistertitel.

### Nationalmannschaft
Nach vielen Einsätzen mit der ukrainischen U16 spielte er einige Freundschafts- und Qualifikationsspiele mit der U17 und kam nach der U18 auch ab Oktober 2015 für die U19 zum Einsatz, mit welchen er auch wieder in der EM-Qualifikation spielte. Anschließend ging es für ihn ab September 2017 bei der U21 weiter, wo er mit seiner Mannschaft aber wieder keine Endrunde bei einem Turnier erreichte.
Sein Debüt für die A-Nationalmannschaft hatte er am 8. Juni 2022 bei einem 1:0-Sieg über Irland, wo er zur 72. Minute für Mychajlo Mudryk eingewechselt wurde. Auch bei den nächsten Partien in der Nations League kam er zum Einsatz. Zudem kam er im Herbst 2023 noch bei zwei Qualifikationsspielen zur Europameisterschaft 2024 zum Einsatz.